# Équipe cycliste Colpack-Astro
L'équipe cycliste Colpack-Astro est une équipe italienne de cyclisme professionnel sur route. Créée en 2000 comme Groupe Sportif II sous le nom de Colpack, elle change de nom dès l'année suivante et devient Colpack-Astro. Elle disparaît à l'issue de la saison 2002 car elle fusionne la saison suivante avec De Nardi-Pasta Montegrappa pour donner naissance à De Nardi-Colpack-Astro.
Elle ne doit pas être confondue avec l'équipe Colpack, active sous ce nom depuis 2011.

## Histoire de l'équipe
L'équipe est fondée en 2000 comme Groupe Sportif II sous le nom de Colpack. Son effectif compte douze coureurs, les directeurs sportifs sont Antonio Bevilacqua et Cristiano Colleoni.
Pour sa deuxième saison, l'équipe, qui conserve le même encadrement, compte dix-sept coureurs. Elle change de nom et devient Colpack-Astro.
En 2002, Gianluigi Stanga est manager général et chapeaute les deux directeurs sportifs. L'équipe compte quinze coureurs. Elle disparaît à l'issue de la saison car elle fusionne la saison suivante avec De Nardi-Pasta Montegrappa pour donner naissance à De Nardi-Colpack-Astro.

## Principales victoires
- Gran Premio Industria e Commercio Artigianato Carnaghese : Denis Lunghi (2000)
- Tour du Frioul : Denis Lunghi (2001)
- Giro d'Oro : Oscar Borlini (2001)
- Trophée Edil C : Roman Luhovyy (2002)

## Résultats sur les grands tours
| - Tour de France - 0 participation | - Tour d'Italie - 2 participations (2001, 2002) - 1 victoire d'étape : - 1 en 2002 (Denis Lunghi) - 0 classement annexe : | - Tour d'Espagne - 0 participation |

## Classements UCI par équipes
Entre 2001 et 2002, l'équipe  est classée parmi les Groupes Sportifs II (GSII), la deuxième catégorie des équipes cyclistes professionnelles. Les classements détaillés ci-dessous pour cette période sont ceux de la formation en fin de saison.
| Saison | Classement par équipes | Meilleur coureur au classement individuel |
| ------ | ---------------------- | ----------------------------------------- |
| 2000   | 27e (GSII)             | Denis Lunghi (236e)                       |
| 2001   | 26e (GSII)             | Denis Lunghi (197e)                       |
| 2002   | 19e (GSII)             | Denis Lunghi (277e)                       |

## Effectifs

### 2000
| Effectif 2000             | Effectif 2000     | Effectif 2000 | Effectif 2000                  |
| Cycliste                  | Date de naissance | Pays          | Équipe précédente              |
| ------------------------- | ----------------- | ------------- | ------------------------------ |
| Fabio Bulgarelli          | 21 janvier 1977   | Italie        |                                |
| Alessandro Cortinovis     | 11 octobre 1977   | Italie        |                                |
| Valentino Fois            | 23 septembre 1973 | Italie        | Vini Caldirola-Sidermec (1999) |
| Gianni Gobbini            | 4 février 1976    | Italie        |                                |
| Denis Lunghi              | 21 janvier 1976   | Italie        | Polti (1999)                   |
| Miguel Ángel Meza         | 19 mai 1977       | Mexique       |                                |
| Andrea Nencini            | 22 août 1973      | Italie        |                                |
| Massimiliano Razzari      | 7 janvier 1973    | Italie        |                                |
| Moris Sammassimo          | 19 novembre 1976  | Italie        |                                |
| Ruggiero Torraco          | 11 janvier 1975   | Italie        |                                |
| Gianluca Valoti           | 16 février 1973   | Italie        | Polti (1999)                   |
| Mauro Zinetti             | 26 juin 1975      | Italie        | Polti (1999)                   |
|                           |                   |               |                                |
| Source : Cycling Archives |                   |               |                                |

### 2001
| Effectif 2001             | Effectif 2001     | Effectif 2001 | Effectif 2001                   |
| Cycliste                  | Date de naissance | Pays          | Équipe précédente               |
| ------------------------- | ----------------- | ------------- | ------------------------------- |
| Yoshiyuki Abe             | 15 août 1969      | Japon         |                                 |
| Giosuè Bonomi             | 21 octobre 1978   | Italie        | UC Bergamasca 1902-For 3 (2000) |
| Oscar Borlini             | 12 juillet 1977   | Italie        |                                 |
| Fabio Bulgarelli          | 21 janvier 1977   | Italie        |                                 |
| Matteo Carrara            | 25 mars 1979      | Italie        |                                 |
| Michele Colleoni          | 14 décembre 1977  | Italie        | Polti (2000)                    |
| Alessandro Cortinovis     | 11 octobre 1977   | Italie        |                                 |
| Matteo Gigli              | 16 février 1978   | Italie        |                                 |
| Gianni Gobbini            | 4 février 1976    | Italie        |                                 |
| Denis Lunghi              | 21 janvier 1976   | Italie        | Polti (1999)                    |
| Rafael Mateos             | 23 février 1976   | Espagne       | Polti (2000)                    |
| Renzo Mazzoleni           | 31 janvier 1977   | Italie        |                                 |
| Miguel Ángel Meza         | 19 mai 1977       | Mexique       |                                 |
| Hidenori Nodera           | 7 juin 1975       | Japon         |                                 |
| Rafael Nuritdinov         | 12 juin 1977      | Ouzbekistan   |                                 |
| Massimiliano Razzari      | 7 janvier 1973    | Italie        |                                 |
| Moris Sammassimo          | 19 novembre 1976  | Italie        |                                 |
|                           |                   |               |                                 |
| Source : Cycling Archives |                   |               |                                 |

note: Yoshiyuki Abe

### 2002
| Effectif 2002                                   | Effectif 2002     | Effectif 2002 | Effectif 2002                   |
| Cycliste                                        | Date de naissance | Pays          | Équipe précédente               |
| ----------------------------------------------- | ----------------- | ------------- | ------------------------------- |
| Giosuè Bonomi                                   | 21 octobre 1978   | Italie        | UC Bergamasca 1902-For 3 (2000) |
| Matteo Carrara                                  | 25 mars 1979      | Italie        |                                 |
| Michele Colleoni                                | 14 décembre 1977  | Italie        | Polti (2000)                    |
| Matteo Gigli                                    | 16 février 1978   | Italie        |                                 |
| Leonardo Giordani                               | 27 mai 1977       | Italie        | Fassa Bortolo (2001)            |
| Andrea Giupponi                                 | 18 mai 1980       | Italie        |                                 |
| Roman Luhovyy                                   | 4 août 1979       | Ukraine       |                                 |
| Denis Lunghi                                    | 21 janvier 1976   | Italie        | Polti (1999)                    |
| Rafael Mateos                                   | 23 février 1976   | Espagne       | Polti (2000)                    |
| Renzo Mazzoleni                                 | 31 janvier 1977   | Italie        |                                 |
| Miguel Ángel Meza                               | 19 mai 1977       | Mexique       |                                 |
| Hidenori Nodera                                 | 7 juin 1975       | Japon         |                                 |
| Rafael Nuritdinov                               | 12 juin 1977      | Ouzbekistan   |                                 |
| Vladimir Smirnov                                | 13 avril 1978     | Lituanie      | CCC Mat Ceresit (2001)          |
| Alessandro Vanotti (1 sept.–31 déc., stagiaire) | 16 septembre 1980 | Italie        |                                 |
|                                                 |                   |               |                                 |
| Source : Cycling Archives                       |                   |               |                                 |